# Pleurotomella
Pleurotomella  Verrill, 1872 è un genere di molluschi gasteropodi della sottoclasse Caenogastropoda.

## Descrizione
Questo genere comprende specie che hanno una banda subuturale piuttosto ampia e molto distinta, attraversata da linee di crescita curvate verso l'esterno corrispondenti alla forma del seno posteriore del labbro situato un po' 'al di sotto della sutura ed è sempre abbastanza ben sviluppato.  Il labbro esterno è sempre sottile e affilato. Il canale sifonico è ben sviluppato, generalmente ristretto alla base e alquanto allungato e di solito leggermente ricurvo. La columella è sottile e con il margine sinuoso. 
La protoconca differisce nella scultura e di solito nel colore, dal resto dei vortici, ed è generalmente solcata minuziosamente da sottili linee in rilievo che corrono obliquamente in direzioni opposte. I vortici rimanenti sono elegantemente scolpiti da costole longitudinali e cinguli rotanti, e di solito hanno una spalla o carena distinta, che è spesso nodulare, al di sotto della banda subuturale. L'animale è privo di un opercolo e senza occhi.
Radula toxoglossa di tipo ipodermico, con denti marginali costituiti da uncini piuttosto robusti, solitamente con punta appuntita e base larga.

## Tassonomia

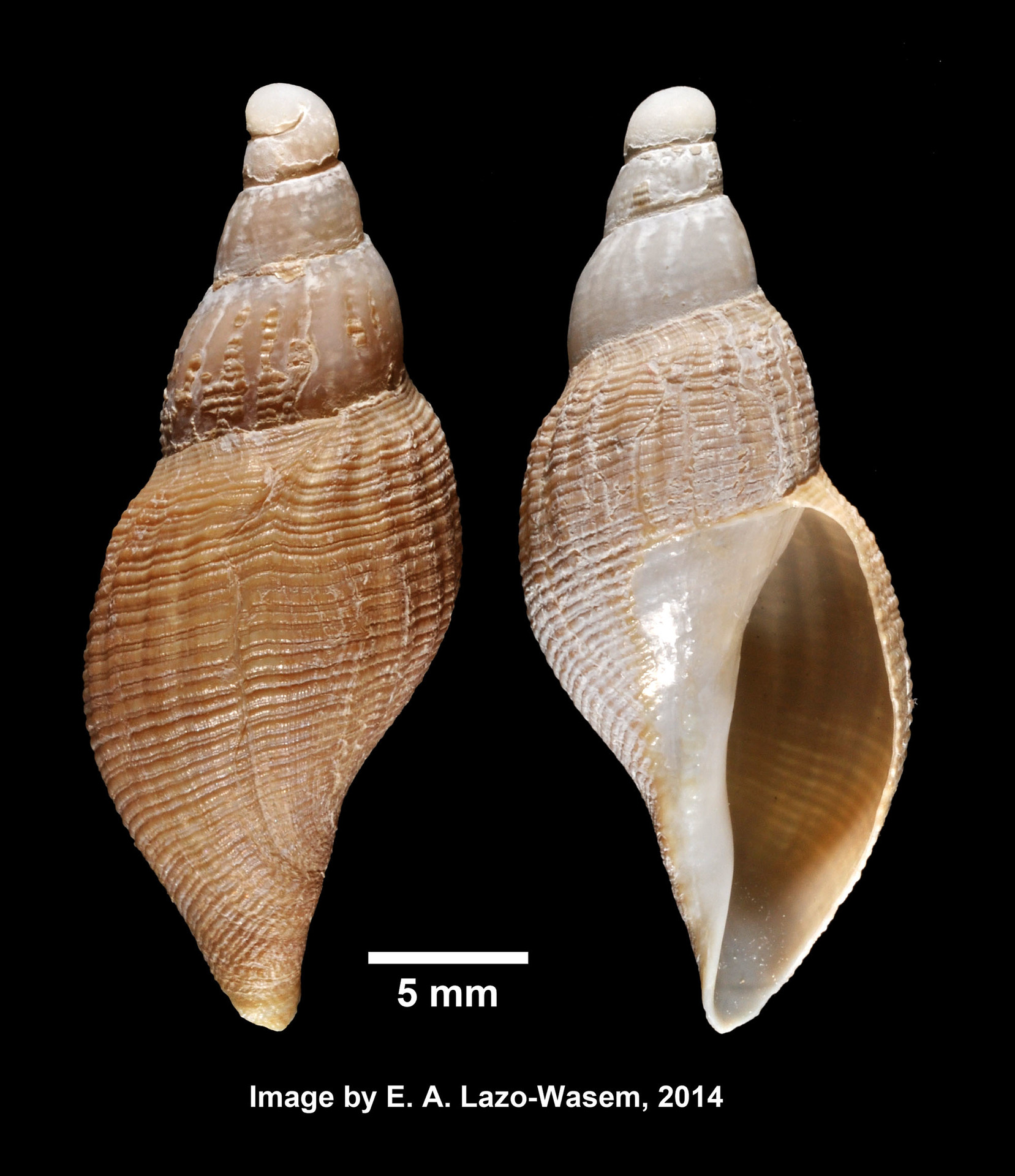
Pleurotomella anomalapex

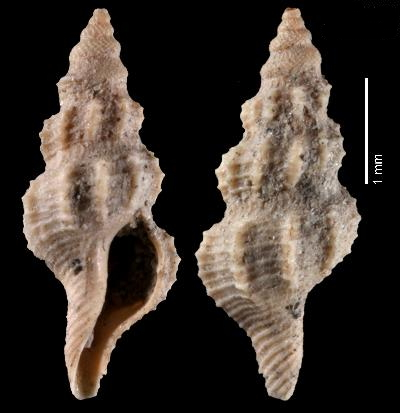
Pleurotomella bateroensis

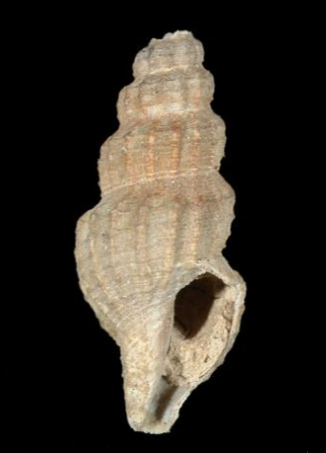
Pleurotomella circumvoluta

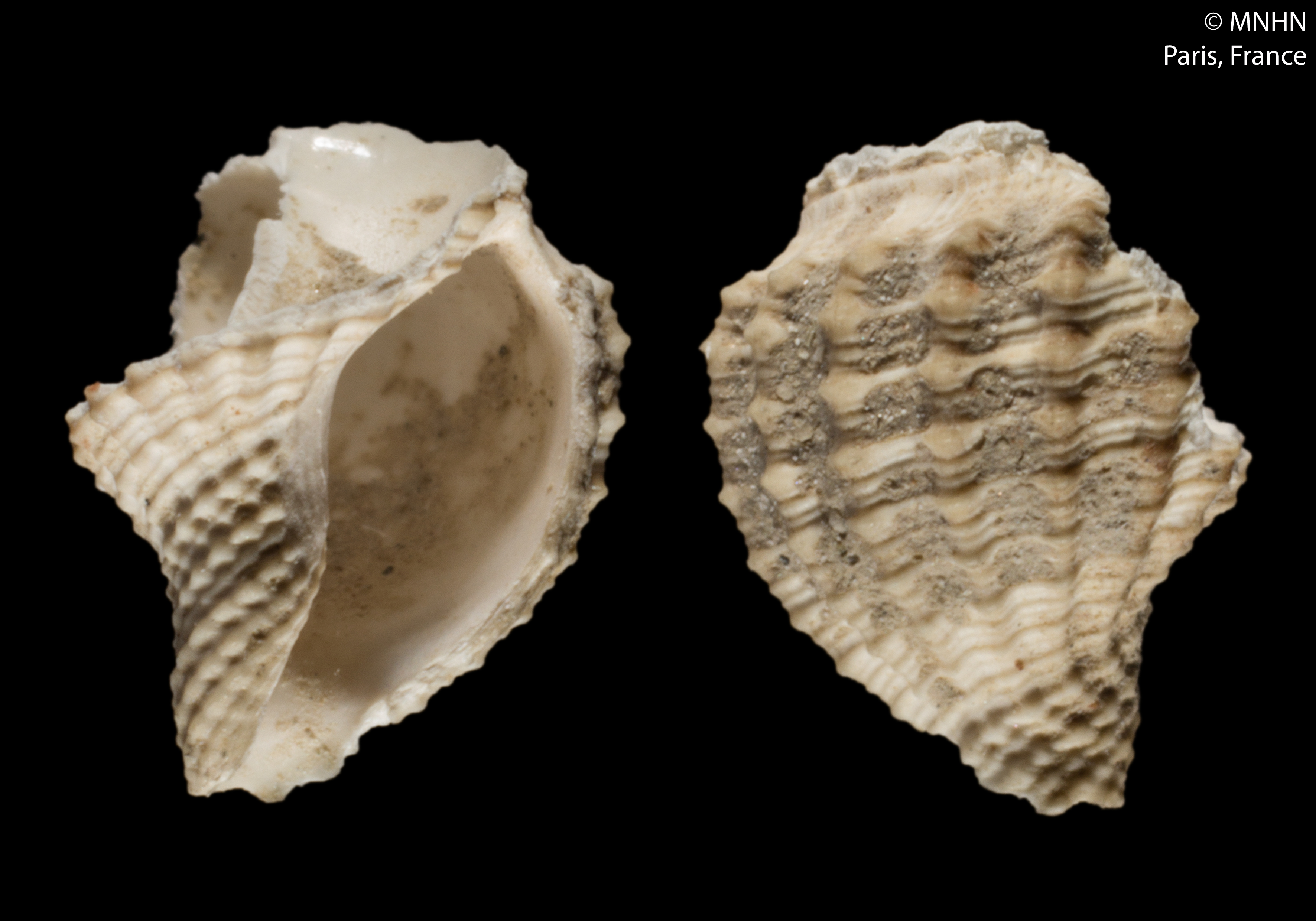
Pleurotomella demosia

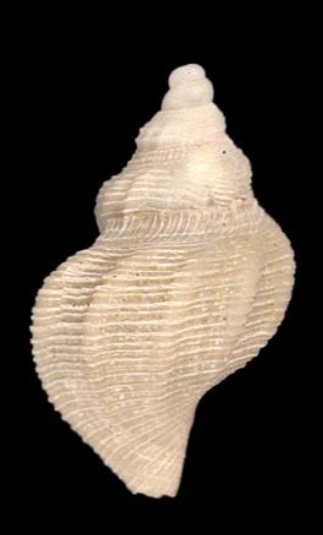
Pleurotomella simillima

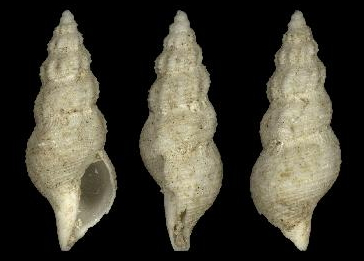
Pleurotomella verticicostata

Il genere contiene 99 specie riconosciute:
- Pleurotomella aculeata (Webster, 1906)
- Pleurotomella aculeola (Hedley, 1915)
- Pleurotomella allisoni Rehder & Ladd, 1973
- Pleurotomella amphiblestrum (Melvill, 1904)
- Pleurotomella amplecta (Hedley, 1922)
- Pleurotomella anceyi (Dautzenberg & Fischer, 1897)
- Pleurotomella annulata Thiele, 1912
- Pleurotomella anomalapex Powell, 1951
- † Pleurotomella balcombensis (Powell, 1944)
- † Pleurotomella bateroensis Lozouet, 1999
- Pleurotomella bathybia Strebel, 1908
- † Pleurotomella bellistriata Clark, 1895
- Pleurotomella benedicti Verrill, 1884
- † Pleurotomella bezanconi Cossmann, 1902
- † Pleurotomella bezoyensis Lozouet, 2017
- Pleurotomella borbonica J.C. Melvill, 1923
- Pleurotomella brenchleyi (Angas, 1877)
- Pleurotomella buccinoides (Shuto, 1983)
- Pleurotomella bullata (Laseron, 1954)
- Pleurotomella bureaui (Dautzenberg & Fischer, 1897)
- Pleurotomella cala (R. B. Watson, 1886)
- Pleurotomella cancellata Sysoev, 1988
- Pleurotomella capricornea (Hedley, 1922)
- † Pleurotomella chapplei (Powell, 1944)
- Pleurotomella circumvoluta (Watson, 1881)<
- Pleurotomella clathurellaeformis Schepman, 1913
- Pleurotomella coelorhaphe (Dautzenberg & Fischer H., 1896)
- Pleurotomella compacta (Hedley, 1922)
- † Pleurotomella contigua (Powell, 1944)
- Pleurotomella corrida Dall, 1927
- † Pleurotomella cuspidata (Chapple, 1934)
- Pleurotomella deliciosa Thiele, 1912
- Pleurotomella demosia (Dautzenberg & Fischer, 1896)
- † Pleurotomella dimeres (Cossmann, 1889)
- Pleurotomella dinora Dall, 1908
- Pleurotomella ecphora (Melvill, 1904)
- Pleurotomella elisa Thiele, 1925
- Pleurotomella elusiva (Dall, 1881)
- Pleurotomella endeavourensis Dell, 1990
- Pleurotomella enderbyensis Powell, 1958
- Pleurotomella enora (Dall, 1908)
- †Pleurotomella eomargaritata Lozouet, 2015
- † Pleurotomella esmeralda Olsson, 1964
- † Pleurotomella espisbosensis Lozouet, 2015
- Pleurotomella eulimenes (Melvill, 1904)
- Pleurotomella eurybrocha (Dautzenberg & Fischer, 1896)
- Pleurotomella evadne Melvill, 1912
- Pleurotomella expeditionis (Dell, 1956)
- Pleurotomella formosa (Jeffreys, 1867)
- † Pleurotomella fragilis (Deshayes, 1834)
- Pleurotomella frigida Thiele, 1912
- Pleurotomella gibbera Bouchet & Warén, 1980
- † Pleurotomella goniocolpa (Cossmann, 1889)
- † Pleurotomella granulatorappardi Janssen, 1979
- Pleurotomella granuliapicata Okutani, 1964
- † Pleurotomella grimmertingenensis Marquet, Lenaerts & Laporte, 2016
- † Pleurotomella guespellensis (Cossmann, 1889)
- Pleurotomella hadria (Dall, 1889)
- Pleurotomella hayesiana (Angas, 1871)
- Pleurotomella helena Thiele, 1925
- Pleurotomella herminea Dall, 1919
- Pleurotomella hermione (Dall, 1919)
- Pleurotomella hypermnestra Melvill, 1912
- Pleurotomella imitator (Dall, 1927)
- Pleurotomella innocentia (Dell, 1990)
- † Pleurotomella insignifica (Heilprin, 1879)
- † Pleurotomella intermedia Gougerot & Le Renard, 1982
- Pleurotomella ipara (Dall, 1881)
- Pleurotomella itama (Melvill, 1906)
- Pleurotomella lucasii (Melvill, J.C., 1904)
- Pleurotomella maitasi Engl, 2008
- Pleurotomella marshalli (Sykes, 1906)
- † Pleurotomella megapex Lozouet, 1999
- Pleurotomella minuta Sysoev & Ivanov, 1985
- † Pleurotomella neerrepenensis Marquet, Lenaerts & Laporte, 2016
- Pleurotomella nipri (Numanami, 1996)
- Pleurotomella normalis (Dall, 1881)
- Pleurotomella obesa Bouchet & Warén, 1980
- Pleurotomella ohlini (Strebel, 1905)
- Pleurotomella orariana (Dall, 1908)
- † Pleurotomella orthocolpa Cossmann, 1902
- Pleurotomella packardii Verrill, 1872
- Pleurotomella pandionis (A. E. Verrill, 1880)
- Pleurotomella papyracea (Watson, 1881)
- Pleurotomella parella Dall, 1908
- Pleurotomella perpauxilla (Watson, 1881)
- Pleurotomella petiti Kantor, Harasewych & Puillandre, 2016
- † Pleurotomella polycolpa (Cossmann, 1889)
- Pleurotomella porcellana (Watson, 1886)
- † Pleurotomella protocarinata Lozouet, 2017
- † Pleurotomella protocostulata Lozouet, 2017
- Pleurotomella pudens (Watson, 1881)
- Pleurotomella puella Thiele, 1925
- † Pleurotomella quoniamensis (Boussac in Périer, 1941)
- † Pleurotomella rappardi (von Koenen, 1867)
- † Pleurotomella rappardiformis Lozouet, 2017
- Pleurotomella rossi Dell, 1990
- † Pleurotomella rothauseni (Gürs, 1998)
- Pleurotomella rugosa (Laseron, 1954)
- Pleurotomella sandersoni Verrill, 1884
- Pleurotomella sansibarica Thiele, 1925
- Pleurotomella sepulta (Laseron, 1954)
- Pleurotomella siberutensis (Thiele, 1925)
- Pleurotomella simillima Thiele, 1912
- Pleurotomella spicula (Laseron, 1954)
- † Pleurotomella spinosa Lozouet, 2015
- † Pleurotomella striarella (Lamarck, 1804)
- † Pleurotomella striatulata Lamarck, 1822
- Pleurotomella thalassica Dall, 1919
- Pleurotomella tippetti Kantor, Harasewych & Puillandre, 2016
- Pleurotomella ursula Thiele, 1925
- † Pleurotomella vagans (Koch & Wiechmann, 1872)
- Pleurotomella vaginata Dall, 1927
- Pleurotomella vera Thiele, 1925
- Pleurotomella vercoi (G.B. Sowerby III, 1896)
- † Pleurotomella verticicostata Brébion, 1992
- Pleurotomella virginalis Thiele, 1925
- Pleurotomella ybessa Figueira & Absalão, 2012